# Campsicnemus deserti
Campsicnemus deserti är en tvåvingeart som beskrevs av Vaillant 1953. Campsicnemus deserti ingår i släktet Campsicnemus och familjen styltflugor. Inga underarter finns listade i Catalogue of Life.